# 云南省博物馆

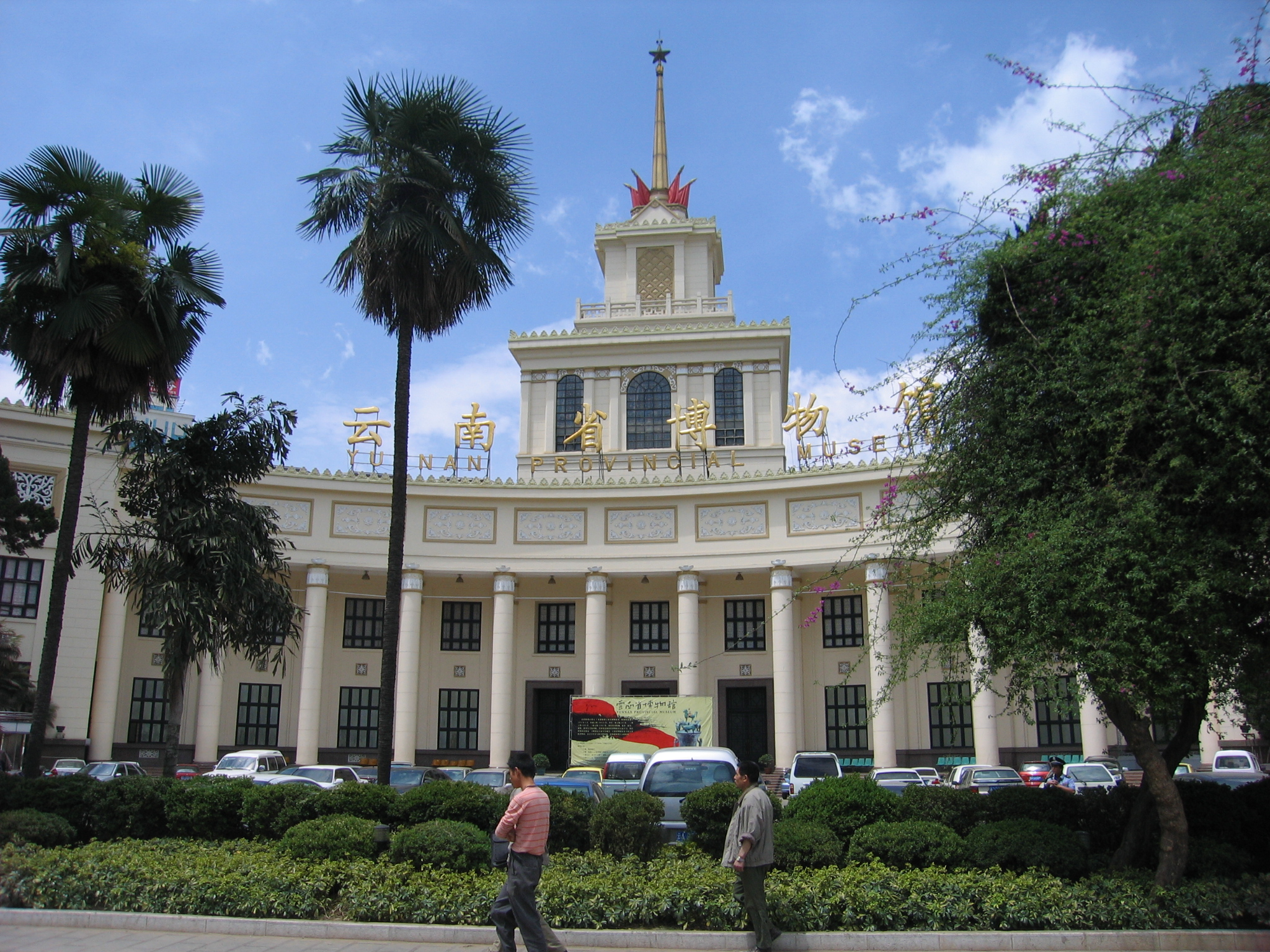
云南省博物馆旧馆

云南省博物馆是中华人民共和国云南省昆明市的一家综合地志博物馆，是国家一级博物馆，创建于1951年，2015年迁至新馆。云南省博物馆自成立以来在云南全省范围内进行了上百次的科学考古发掘、试掘、调查，包括石寨山古墓群、李家山古墓群大规模的发掘。

## 历史
1951年8月23日，云南省人民政府批准成立云南省博物馆筹备委员会；1953年9月，更名为云南省博物馆筹备处。1959年春，云南省博物馆正式成立。云南省博物馆曾先后建有圆通山的专题陈列室一栋、圆通寺东侧的四合院陈列室一院，以及圆通山街忠烈祠多个馆舍。1961年，经周恩来建议，将正在五一路正在建设的昆明军事博物馆建筑移交给云南省博物馆；1965年11月，省博物馆陈列室迁至五一路新馆址。1969年3月，云南省革命委员会决定，省博物馆与省农业展览馆、省工业交通展览馆、省阶级教育展览馆合并，称云南省展览馆。1972年8月，云南省革命委员会决定恢复云南省博物馆建制。1988年9月，云南省博物馆内设的文物工作队单独分出，成立云南省文物考古研究所。
2006年3月，经云南省政府专题会议研究，决定于官渡区广福路宝象河左岸建设新馆。新馆占地面积150亩，计划投资5亿元，于2008年12月31日奠基。2015年5月18日新馆正式落成开放。

## 建筑
云南省博物馆旧馆位于昆明市五华区五一路118号，为苏式建筑。2012年1月7日，“云南省博物馆大楼”被公布为第七批云南省文物保护单位。
新馆建筑取意于云南传统民居“一颗印”，外形源自石林风化地貌特征，内有3层，建筑面积6万平方米。

## 展厅
截至2024年，云南省博物馆共有藏品230,746件（套），其中珍贵文物14,122件（套）。现在新馆有《云南历史文明陈列》等6个固定陈列展厅和4个专题展厅，展出文物1万多件，完整系统地展示了云南自然历史、人类进化、新石器时代、古滇青铜文明、南诏大理国、元明清时期直至近代云南的历史概况。
六个固定展厅：
- 《远古云南——史前时期的云南》
- 《文明之光——青铜时代的云南》
- 《南中称雄——东汉至魏晋时期的云南》
- 《妙香佛国——唐宋时期的云南》
- 《开疆戍边——元明清时期的云南》
- 《风云百年——近现代时期的云南》

## 开放时间
博物馆的开放时间是每周二至周日9:00－17:00，逢周一闭馆（法定节假日和特殊情况除外），公众凭有效证件领取参观票免费进入。

## 主要文物

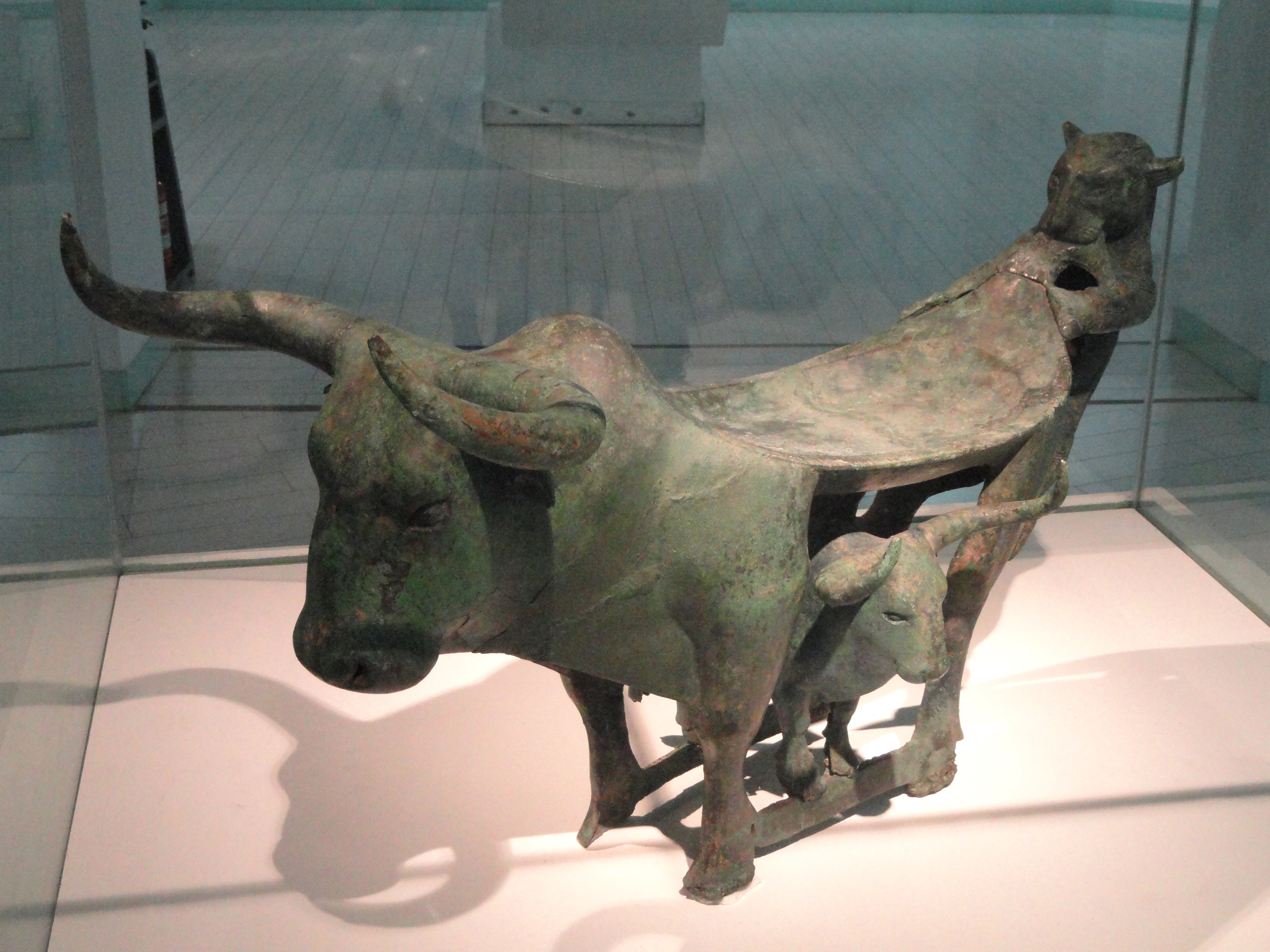
牛虎铜案
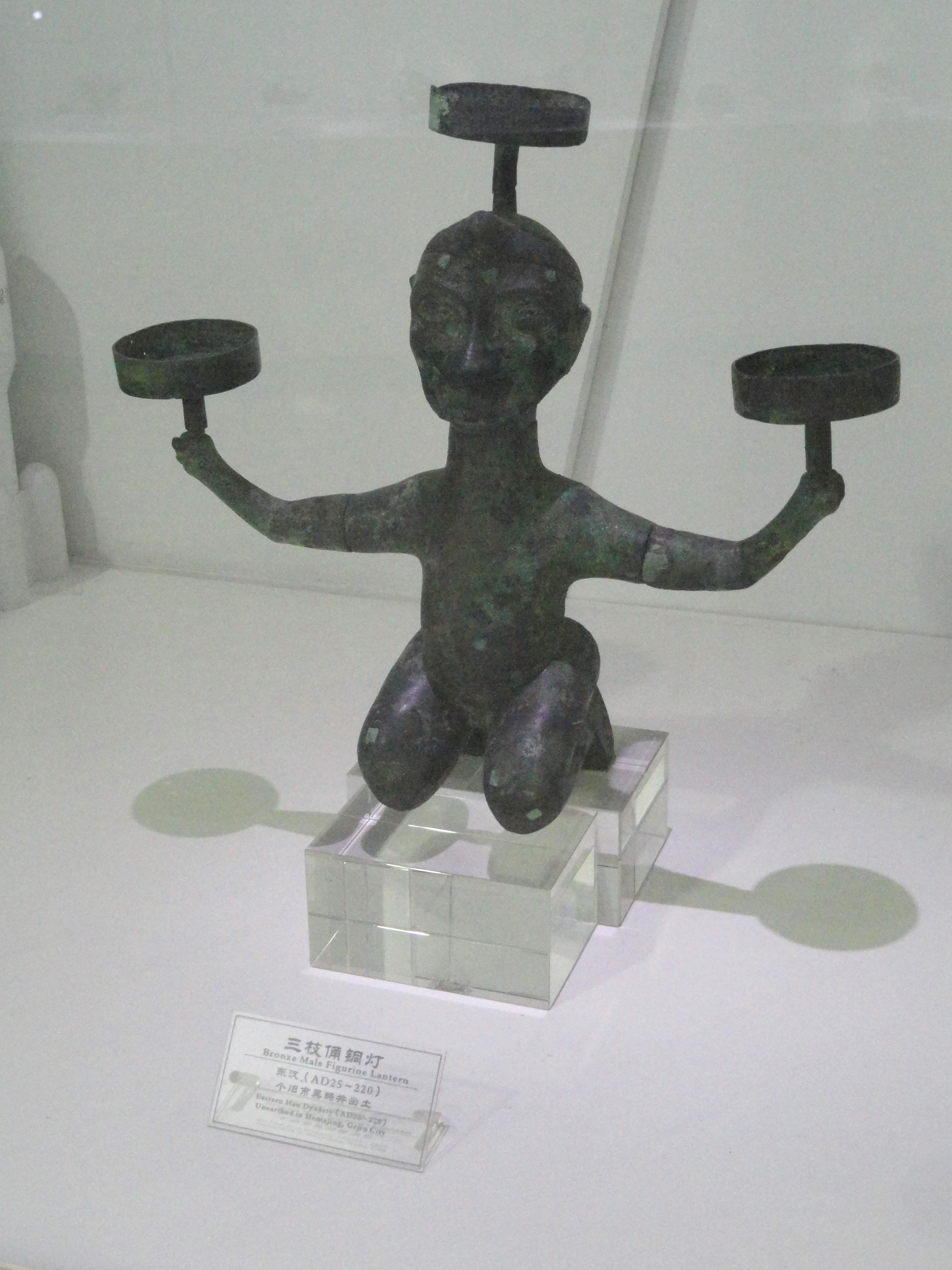
三枝俑灯
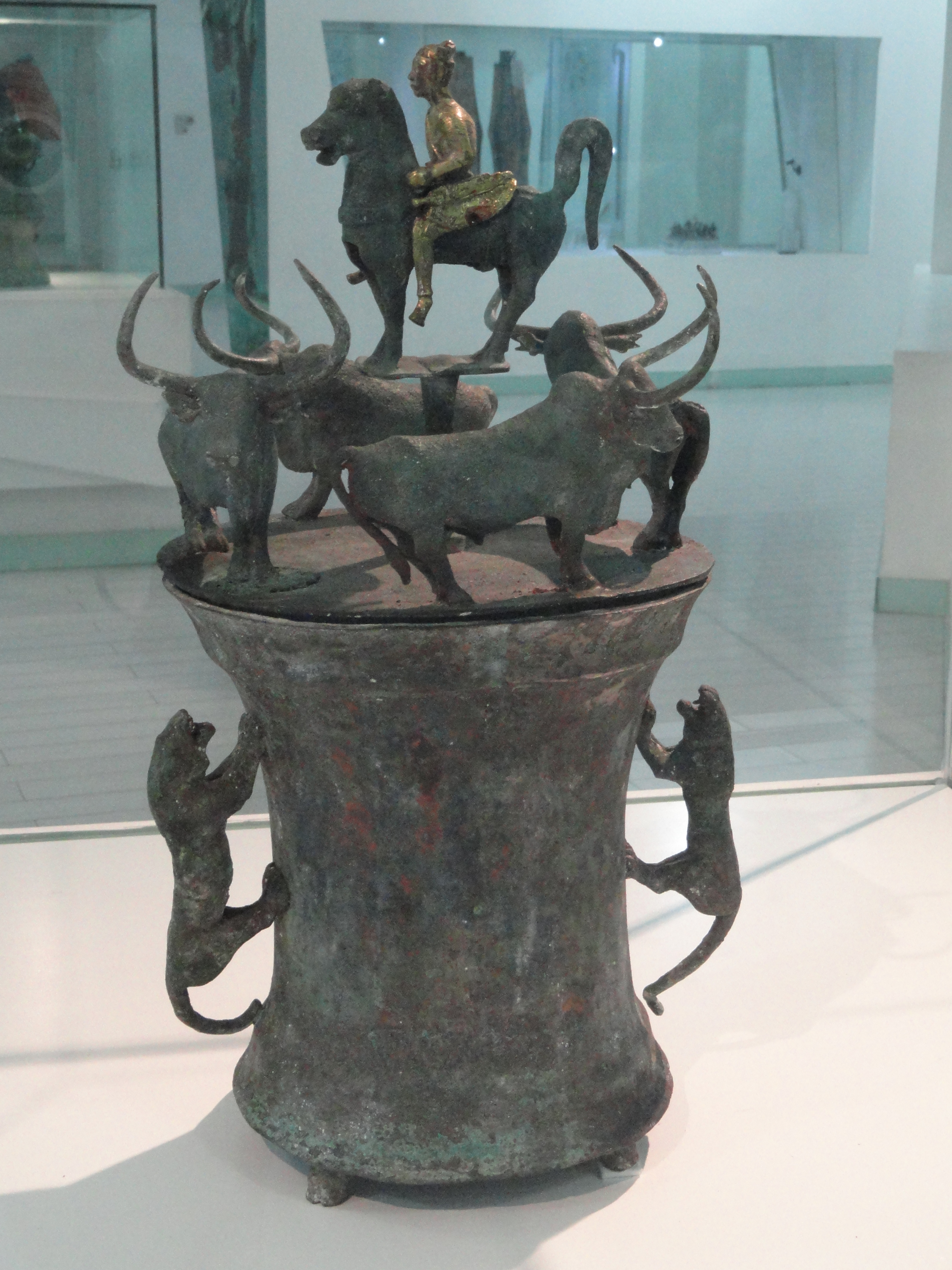
西汉四牛鎏金骑士铜贮贝器
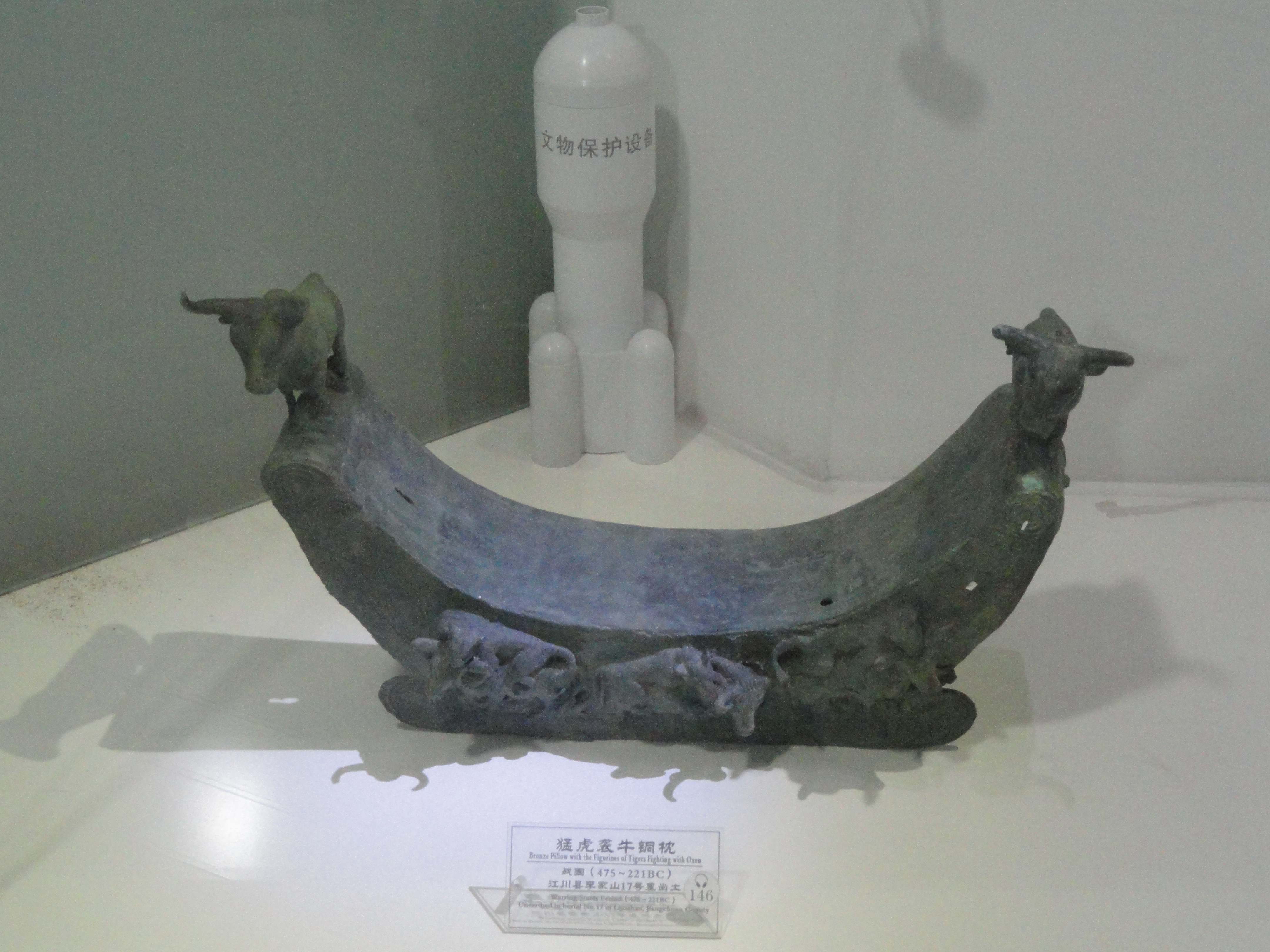
虎噬牛铜枕
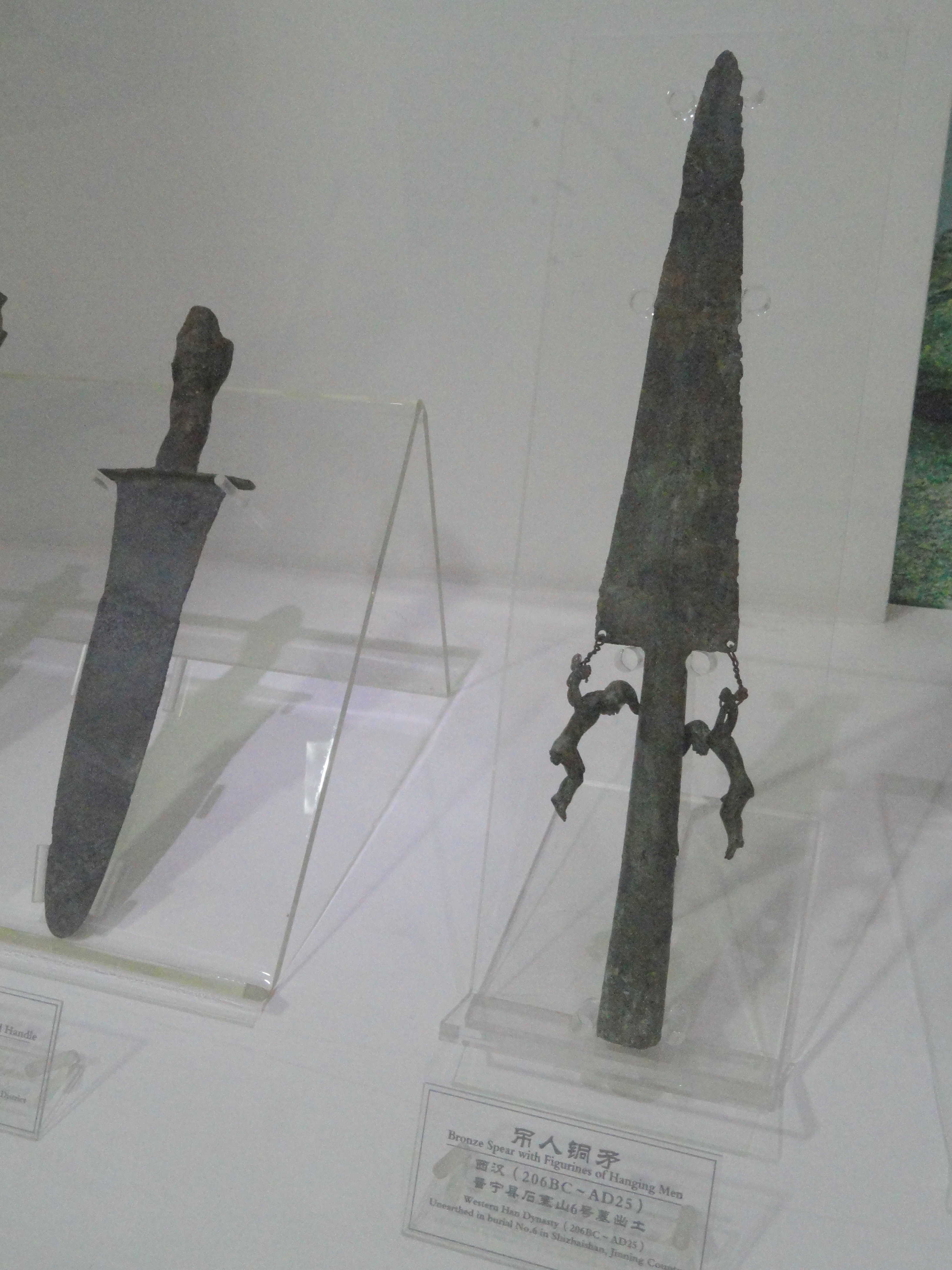
吊人铜矛（右）
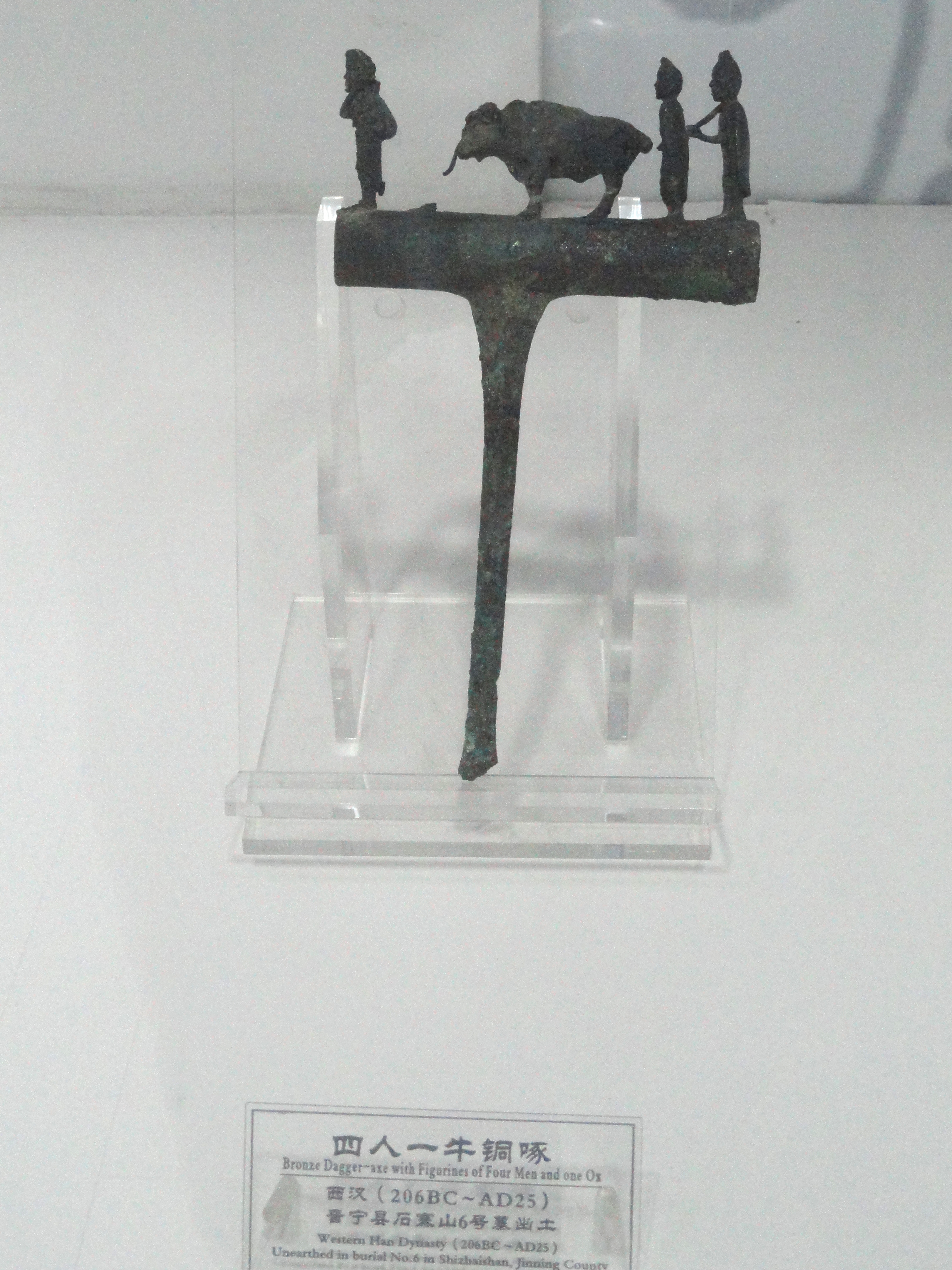
四人一牛铜啄
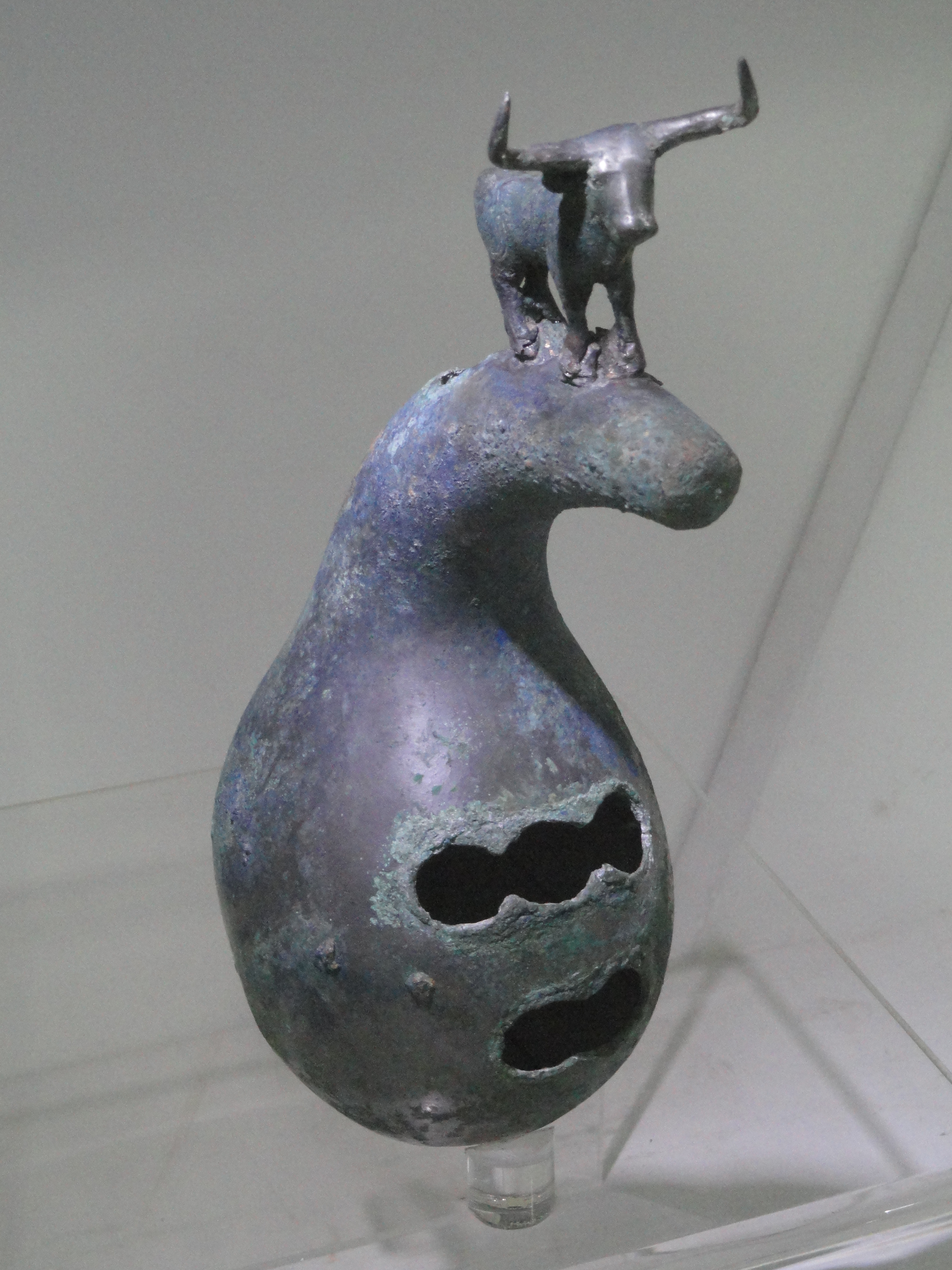
立牛铜葫芦笙
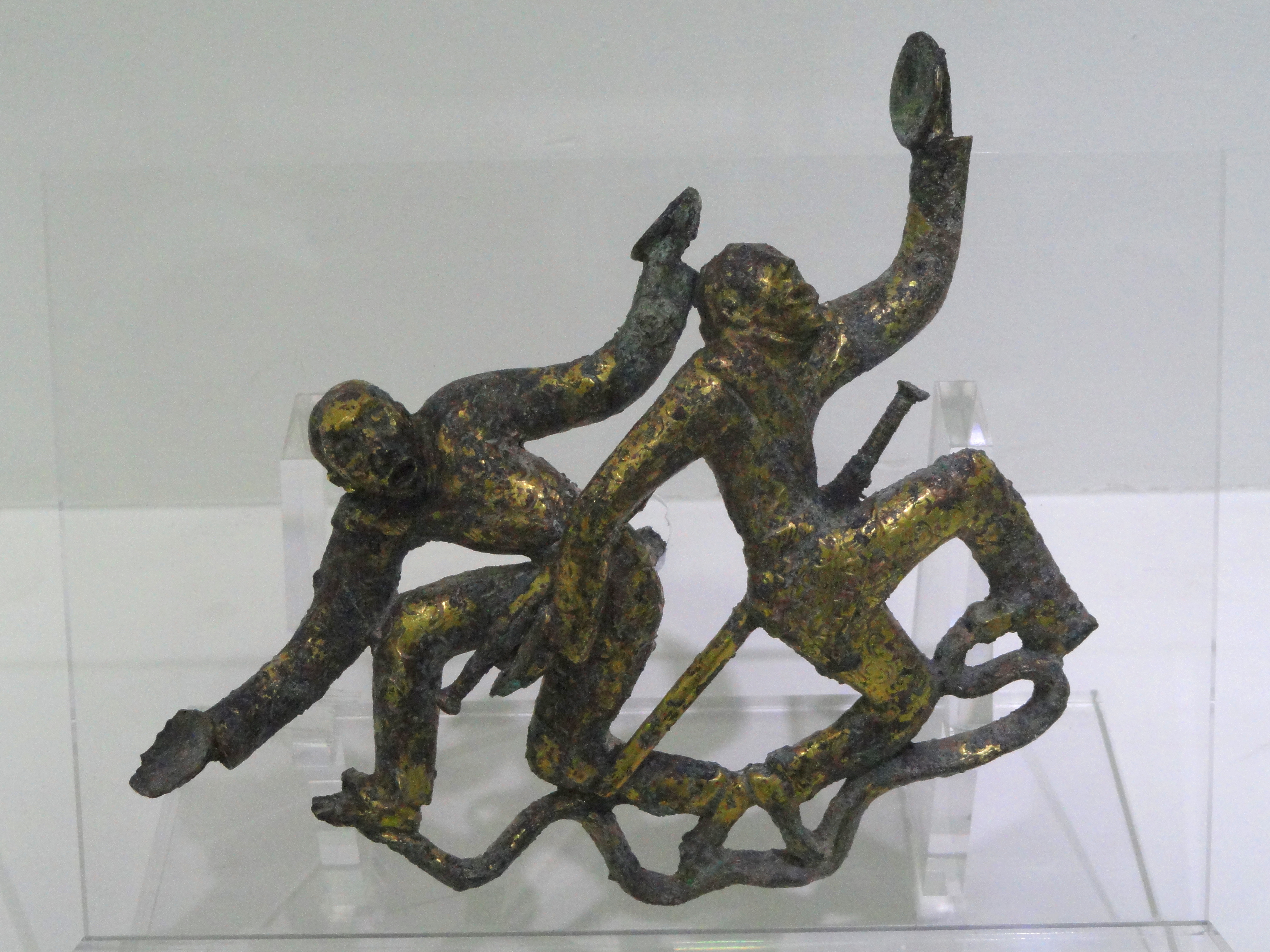
鎏金双人盘舞扣饰
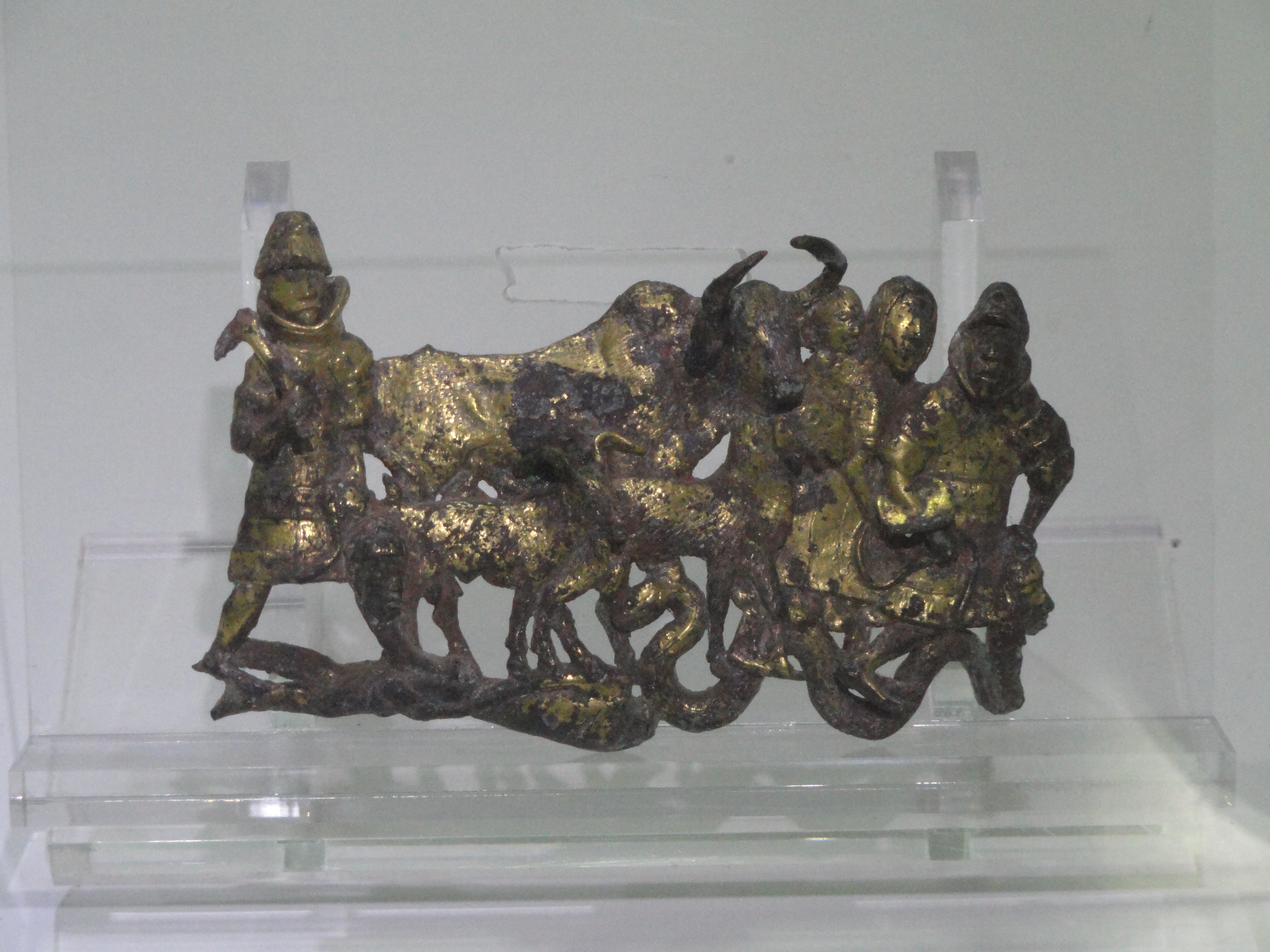
鎏金掳掠扣饰
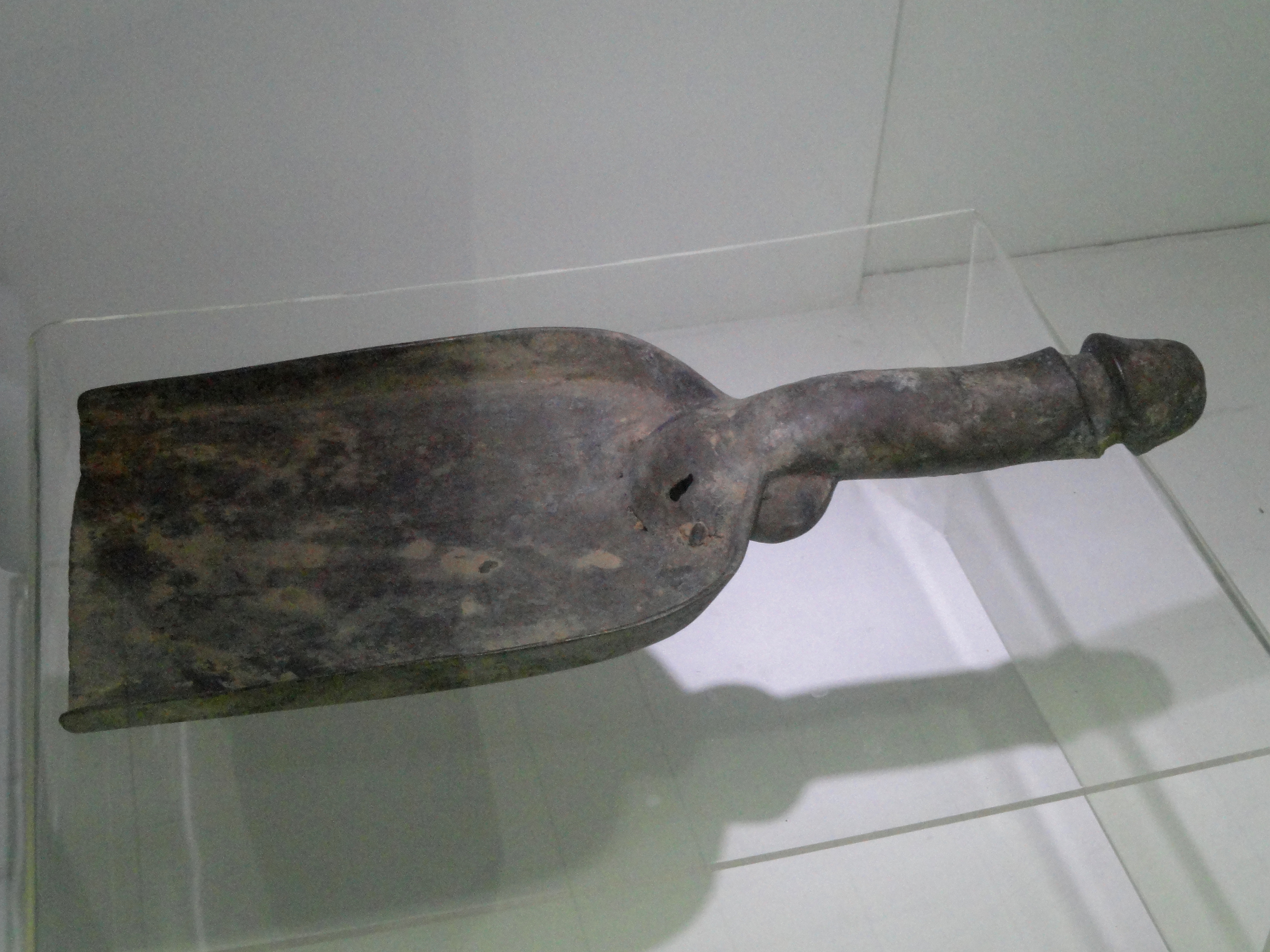
祖形铜铲
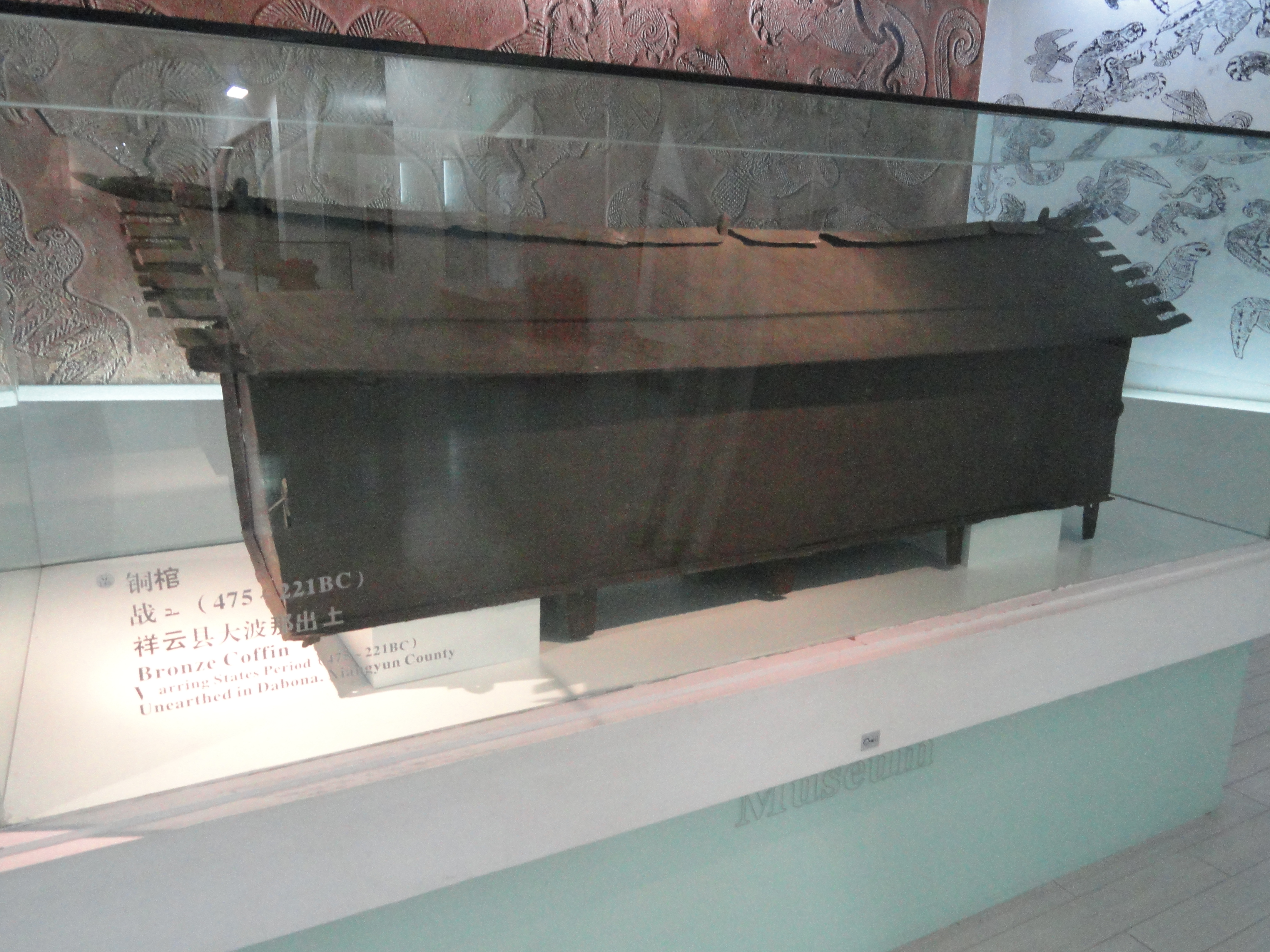
云雷鸟兽纹铜棺
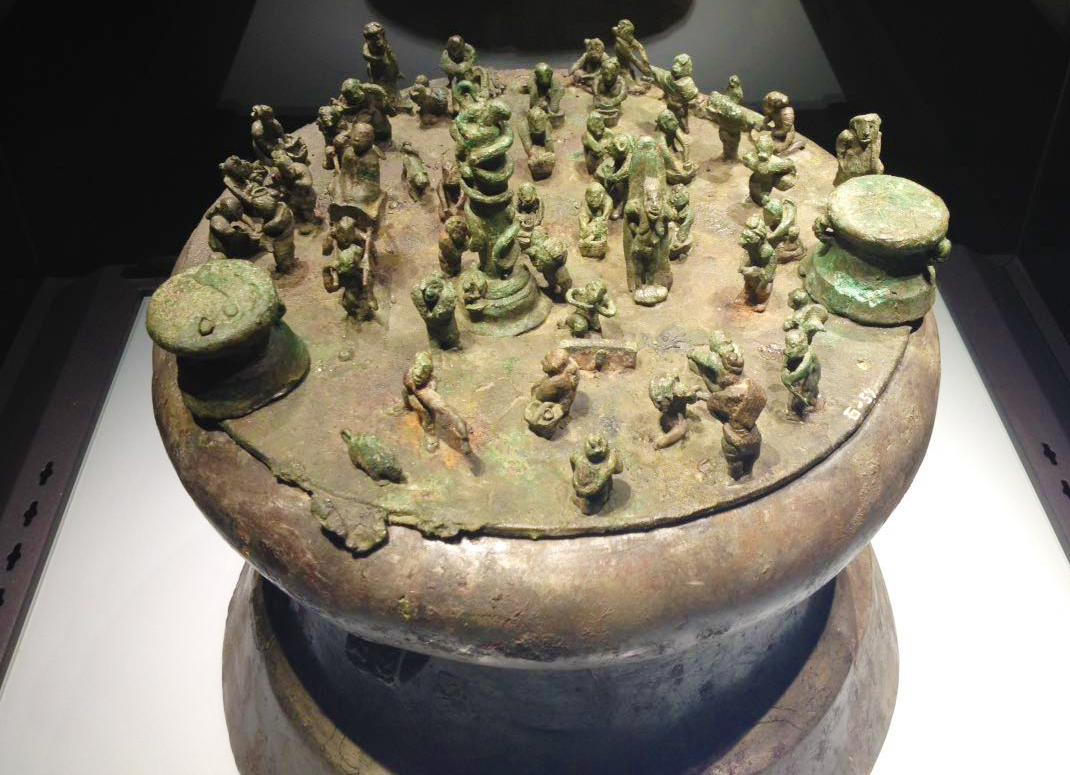
杀人祭柱场面贮贝器
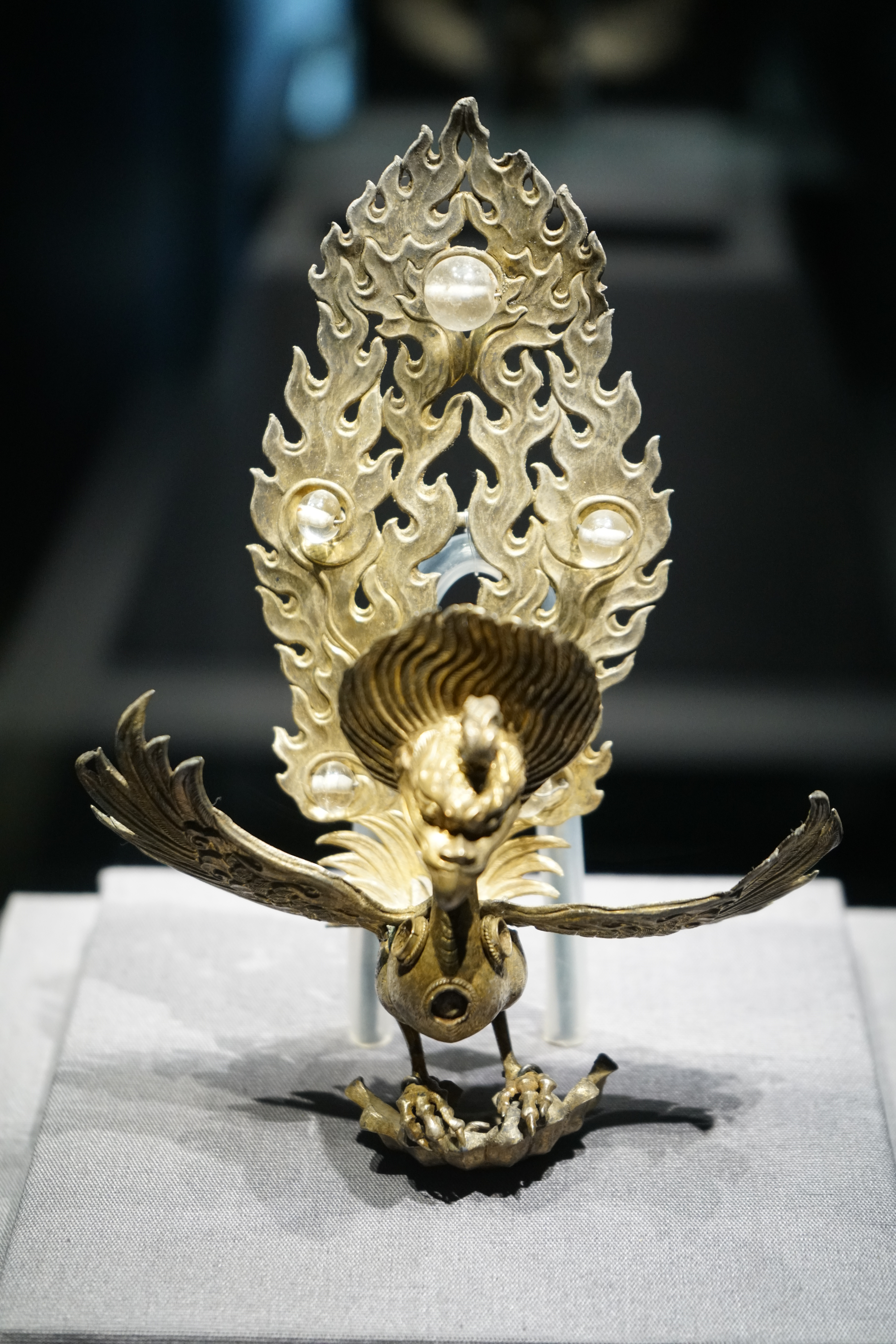
大理国银鎏金镶珠金翅鸟